# Блиски исток
Блиски исток или средњи исток је регион који грубо обухвата југозападну Азију (не рачунајући Кавказ) заједно с Египтом. је регион који обухвата простор јужног и источног дела Медитерана, и простире се на територији која се пружа од источног дела Средоземног мора па све до Персијског залива. Већина дефиниција Блиског истока у овај регион убраја државе од Ирана у југозападној Азији до Египта у северној Африци. Остале државе севера Африке (као што су Либија, Тунис и Мароко) се сматрају северноафричким државама.
На овом подручју обитава неколико културних и етничких група, од којих истакнуто место имају персијска, арапска и турска култура. Најраспрострањенији језици су персијски и арапски. Највећа етничка заједница су Арапи, затим Турци, Туркмени, Персијанци, Курди, Азери, Копти, Јевреји, Асирци, Маронити, Черкези, Сомалци, Јермени, Друзи и бројне друге мање етничке групе.
Историја Блиског истока датира још из древних времена, и током историје, била је један од центара светских дешавања. Када се разматра древна историја Средњег истока чешће се користи израз Блиски исток. Блиски исток је такође место порекла најраспрострањенијих религија попут јудаизма, хришћанства и ислама, као и мање распрострањених бахаизма, мандаизма, религије Друза и других. Блиски исток генерално има суву и топлу климу. Постоји неколико већих река које омогућавају наводњавање и побољшавају пољопривреду, посебно у подручју Плодног полумесеца. Државе Арабијског полуострва, нарочито оне које се налазе у подручју Персијског залива, имају велике количине сирове нафте, која им доноси велико богатство. И данас, Блиски исток је остао стратешки, економски, политички, културолошки и религијски осетљив регион.

## Терминологија
Енглески термин „Средњи исток“ је највероватније настао током педесетих година 19. века у Индијском бироу Велике Британије. Постао је заступљенији након што га је употребио амерички морнарички стратег Алфред Тајер Махан да означи подручје између Арабије и Индије. Током овог времена, Британска и Руска империја су се надметале за утицај у средњој Азији, ривалство које је постало познато под именом „Велика игра“. Махан је увидео стратешку важност, не само региона, него и његовог центра, Персијског залива. Област која окружује Персијски залив назвао је Средњи исток, и истакао да је, после Суецког канала, то најважнији пут који Британија треба да контролише, да би спречила Русију да даље напредује ка Британској Индији. Махан је први пут употребио тај термин у свом чланку „Персијски залив и међународни односи“, објављеном у септембру 1902. године у британском часопису Нешнал Ревју.
Средњем истоку, ако могу да употребим тај термин, ће једног дана требати његова Малта, као и његов Гибралтар, мада не значи да ће се иједно од њих налазити у Персијском заливу. Морнарица има велику покретљивост која са собом носи привремену одсутност, и зато у сваком делу операције мора да има успостављене базе за поправке и снабдевање, и у случају катастрофе, базе које ће пружити уточиште и безбедност.
Маханов чланак је касније штампан у Тајмсу, а затим га је у октобру пратила серија од двадесет чланака под насловом „Средњоисточно питање“, коју је написао Сер Игњатије Валентин Чирол. Током серије, Сер Игњатије је проширио дефиницију Средњег истока на регионе који се пружају до граница Индије. Након што се серија завршила, Тајмс је уклонио знаке навода у даљој употреби термина.
Све до Другог светског рата постојала је навика да се области Мале Азије и источне обале Средоземног мора називају Блиски исток, Далеки исток се односио на области око Кине, а Средњи исток је означавао области од Месопотамије до Бурме, такорећи области између Блиског и Далеког истока. У касним тридесетим годинама 20. века Британија је успоставила Команду Средњег истока у Каиру, за потребе својих војних снага у региону. Након тог времена, термин је добио ширу употребу у Европи и САД, са оснивањем „Института за Средњи исток“ у Вашингтону 1946. године.

### Значење
Овим називом је све до Другог светског рата било уобичајено називати источну обалу Медитерана. Средњи исток је тада означавао подручје од Месопотамије до Бурме односно подручје између Блиског и Далеког истока.

### Критке и употреба
Употреба појма Средњег истока се сматра исувише евроцентричном. У многим западноевропским језицима, данас се овај појам користи у већини академских и медијских извора, а користе га и неевропљани. Реч средњи довео је до одређених недоумица због промене дефиниције појма током времена. Пре Првог светског рата у енглеском језику користио се појам Near East (Блиски исток) којим се означавало подручје Османлијског царства и Балкана, док се тадашњи појам Средњег истока означавао подручје Ирана, Кавказа, Авганистана, Средње Азије и Туркменистана. Насупрот тих појмова, Далеки исток је означавао државе Источне Азије (нпр. Кина, Јапан, Кореја, Хонгконг итд.).
Након пропасти Османлијског царства 1918. године, Блиски исток се полако почео губити из употребе у енглеском језику, док је Средњи исток почео обухватати новостворене државе исламског света. Међутим, кориштење појма Блиски исток остало је у неким академским дисциплинама, укључујући археологију и древну историју, где описује подручје идентично појму Средњег истока, а који се не користи у овим наукама.
Међутим, у бројним језицима појам Средњег истока се преклапа са енглеским појмом Near East те се често користи као синоним. Прва званична употреба појма Средњи исток од стране владе САД била је 1957. године у Ајзенхауеровој доктрини, која се односила на Суеску кризу. Тадашњи државни секретар Џон Фостер Далс дефинисао је Средњи исток као „подручје које лежи између Либије (укључујући и њу) на западу и Пакистана на истоку, Сирије и Ирака на северу и Арапско полуострво на југу, додајући том подручју још и Судан и Етиопију“. У препоруци америчког Стејт Департмента 1958. године стоји да се појмови Near East (дословно Блиски исток) и Middle East (Средњи исток) могу узети као синоними, који дефинишу подручје које укључује само Египат, Сирију, Израел, Либан, Јордан, Ирак, Саудијску Арабију, Кувајт, Бахреин и Катар.

### Други језици
На немачком говорном подручју појам Naher Osten (Блиски исток) и даље је у широкој употреби. Данас међутим због све већег утицаја енглеских текстова и медија појављује се и појам Mittlerer Osten, мада има другачије значење. На руском Ближний Восток (Ближниј Восток), бугарском Близкия Изток, пољском Bliski Wschód и јужнославенским језицима Блиски исток, и даље је остао једини одговарајући појам за ово подручје. Међутим, неки језици имају и еквивалент енглеском појму Middle East попут француског Moyen-Orient, шведског Mellanöstern, шпанског Oriente Medio или Medio Oriente и италијанског Medio Oriente.

## Дефиниција појма у енглеском говорном подручју
На енглеском говорном подручју, као и у још неким земљама Западне Европе, следеће државе су обухваћене појмом Средњи исток, а који одговара Западној Азији, искључујући подручје Кавказа, грчког дела Кипра а укључујући Египат.
| - Бахреин - Кипар - Египат - Иран - Ирак - Израел | - Јордан - Кувајт - Либан - Северни Кипар - Оман - Палестина | - Катар - Саудијска Арабија - Сирија - Турска - Уједињени Арапски Емирати - Јемен |

## Карактеристике
У западном свету Блиски исток се генерално сматра претежно исламском арапском заједницом. Ипак ово подручје обухвата многе различите културне и етничке групе, укључујући Арапе, Асирце, Азере, Бербере, Халдејце, Друзе, Грке, Јевреје, Курде, Мароните, Персијанце и Турке. Они нису међусобно толико слични колико се то претпоставља. Главне језичне групе укључују: арапски, асирски (такође познат као арамејски или сиријски), хебрејски, персијски, курдски и турски. Одговарајући придјев је блискоисточни, а изведена именица је Блискоисточњак.
Већина западних дефиниција „Блиског истока“ — и у утврђеним референтним књигама и у уобичајеној употреби — дефинише регију као 'државе у југозападној Азији од Ирана (Персије) до Египта'. Египат се заједно са Синајским полуострвом у Азији обично сматра делом 'Блиског истока', иако већина земље лежи географски у северној Африци. Будући да нису повезане с Азијом, међународни медији све више називају Либију, Тунис и Мароко северноафричким државама — насупрот блискоисточним земљама (од Ирана до азијског дела Египта).
Једна од широко кориштених дефиниција „Блиског истока“ је дефиниција ваздухопловне индустрије коју спроводи -ина организација за стандарде. Та дефиниција — од почетка 2006 — укључује Бахреин, Египат, Ирак, Иран, Израел, Јемен, Јордан, Катар, Кувајт, Либанон, Оман, Палестинску територију, Саудијску Арабију, Сиријску Арапску Републику, Судан и Уједињене Арапске Емирате. Ова се дефиниција користи широм света у одређивању цена летова и таксених обрачуна за путнике и терет.

## Историја
Блиски исток се, уопштено, налази на раскршћу путева између Евроазије и Африке те Средоземног мора и Индијског океана. Он је духовни центар и место одакле су се многе светске религије прошириле широм света; између осталих ислам, хришћанство, јудаизам, манихеизам, зороастризам, бахаизам и друге. Током своје дуге и бурне историје, Блиски исток је један од највећих центара светских догађања, али је истовремено и врло осетљиво политичко, војно, стратешко и економско подручје.
Најстарије светске цивилизације, Месопотамија (Сумер, Акад, Асирија и Вавилон) те древни Египат, потичу из подручја Плодног полумесеца и долине Нила. Њих су следиле цивилизације Хитита, старих Грка и други народи у Малој Азији, Елам у предиранској Персији, као и цивилизације на подручју Леванта попут Ебла, Канаана, Арамејаца, Феничана и других. Осим њих значајно место у светској историји заузимају и Персијанци на подручју данашњег Ирана те северноафричке Феникија и Картагина. Прво царство које је ујединило цели Блиски исток било је Неоасирско царство, затим Ахеменидско, те након њега Македонско царство, а у нешто мањој мери и Партијско и Сасанидско царство). Касније су ово подручје освојила два велика царства: прво Римско, а након њега Византија. Након слома Византије, на подручју Арапског полуострва јавља се Арапски калифат након чега почиње златно исламско доба када Арапи освајају целу регију у 7. веку уједињујући цели Блиски исток и креирајући доминантни арапски и исламски идентитет који је, у већој или мањој мери, остао сачуван до данас. У каснијим вековима, на овом подручју сменила су се царства Монгола, Селџука, Османлија и Сафавида, а напослетку већи део регије потпада под британску колонијалну управу.
Модерни Блиски исток почиње након Првог свјетског рата, када је поражено Османлијско царство, које је било на страни Централних сила, а Британци и њихови савезници су територије Османлијског царства подијелили на бројне нације и државе, првобитно под француским и британским мандатима. Други одлучујући догађај у овој трансформацији укључује оснивање државе Израела 1948. године и касније повлачење европских сила, у првом реду Уједињеног Краљевства и Француске до краја 1960-их. Њихов утицај је једним делом замењен растућим утицајем САД од 1970-их до данас.
У 20. веку, подручје је добило нови стратешки и економски значај откривањем огромних залиха сирове нафте. Масовна производња и експлоатација нафте почела је око 1945. са највећим залихама у Саудијској Арабији, Ирану, Кувајту, Ираку и Уједињеним Арапским Емиратима. Процењене залихе нафте, нарочито у Саудијској Арабији и Ирану су међу највишим у свету, а у саставу међународног нафтног картела ОПЕЦ доминирају државе са Блиски истока.
Током Хладног рата, Блиски исток је био позорница идеолошке борбе између тадашње две суперсиле и њихових савезника; на једној страни били су то НАТО и САД, те Совјетски Савез и чланице Варшавског пакта са друге. Сви они су се такмичили у повећају свог утицаја на регионалне савезнике. Наравно, поред политичких разлога такође је био присутан и идеолошки конфликт између ова два система. У ситуацији када је западни свет зависио о великим количинама нафте, САД и западни савезници су се грчевито борили да одмакну арапски свет од совјетског утицаја. Током 20. и 21. века, ово подручје је пролазило кроз периоде релативног мира прекидане са периодима великих ратова и конфликта.

## Демографија
Блиски исток је данас домовина бројним староседелачким етничким групама; овдје, између осталих, живе: Арапи, Турци, Персијанци, Белуџи, Паштуни, Лури, Мандејци, Тати, Јевреји, Курди, Сомалци, Асиријанци, Египћани, Копти, Јермени, Азери, Малтежани, Черкези, Грци, Туркмени, Шабаки, Језиди, Грузијци, Роми, кавкаски народи, Самарићани и други.

### Миграције
Према подацима Међународне организације за миграције, широм света постоји око 13 милиона миграната из прве генерације који су пореклом из арапских држава, од чега 5,8 милиона живи у другим арапским државама. Избјеглице из арапских држава доприносе великом кретању људи и новца у овом поручју те тако значајно промовишу регионални развој. Арапске државе су током 2009. примиле укупно 35,1 милијарду УС долара новчаних упутница посланих у Јордан, Египат и Либан из других арапских држава, што је од 40 до 190% више него приходи од трговине између њих и других арапских држава. У Сомалији, сомалијски грађански рат је знатно повећао бројност сомалијске дијаспоре, када су многи високообразовани Сомалијци напустили државу, нашавши уточиште у Европи, Сјеверној Америци и неким блискоисточним државама. Неарапске блискоисточне државе попут Турске, Израела и Ирана су такође субјект важних миграцијских динамика.

### Језици
Пет највећих језика према броју говорника на Блиском истоку су арапски, персијски, турски, берберски и курдски језик. Арапски и берберски језици представљају афро-азијску породицу језика. Персијски и курдски припадају индоевропској породици језика, док турски језик припада турској породици језика. Осим њих, око 20 језика мањина се такође говори на Блиском истоку.
Арапски језик (са свим својим дијалектима) је највише распрострањен и највише се говори на Блиском истоку, а званичан је језик у свим североафричким државама и већини западноазијских држава. Такође се арапским говори и у неким суседним подручјима углавном оближњим блискоисточним неарапским државама. Он је члан семитске гране афро-азијских језика.
Персијски језик је други највећи језик по броју говорника. Иако је углавном везан за Иран и неке пограничне области суседних земаља, ова држава је једна од највећа у регији и има веома бројно становништво. Персијски припада индо-иранској грани индоевропске породице језика.
Трећи најраспрострањенији језик на Блиском истоку је турски, углавном кориштен у Турској, а која је такође и једна од највећих и најмногољуднијих држава регије. Турски се такође говори и у подручјима околних земаља. Он је члан турске породице језика, који своје пореко воде из средишње Азије.
Други језици који се говоре у овом подручју укључују семитске језике попут хебрејског и месопотамско арамејске дијалекте којима углавном говоре Асирци и Мандејци. Такође се могу чути ерменски, азербејџански, сомалски и берберски језик. Берберски се говори широм ссеверне Африке. Нешто мањи језици су черкески, бројни мањи ирански језици, курдски језик, ромски, грузијски, грчки и бројни модерни јужноарапски језици. Малтешки језик је такође лингвистички и географски претежно блискоисточни језик.

## Економија
Блискоисточне економије су доста различите и крећу се од изузетно сиромашних (попут Палестине и Јемена) до екстремно богатих држава (попут Катара и УАЕ). Према подацима из 2007. које је објавила ЦИА у World Factbook, све државе Блиског истока су задржале позитивну стопу економског раста. Према објављеној бази података Светске банке о светским развојним показатељима на дан 1. јула 2009. три највеће блискоисточне економије у 2008. години биле су Турска (794,23 милијарде УС$), Саудијска Арабија (467,6 милијарди УС$) и Иран (385,14 милијарди УС$), по величини номиналног БНП. Према показатељима номиналног БНП по глави становника, највеће економије су Катар (93.204 америчкa долара), УАЕ (55.028 америчких долара), Кувајт (45.920 америчких долара) и Кипар (32.745 америчких долара).
У погледу БНП по паритету куповне моћи највеће економије Блиског истока су Турска (1.028,9 милијарди УС$), Иран (839,4 милијарди УС$) и Саудијска Арабија (589,5 милијарди УС$). Када се узме приход по глави становника (према паритету куповне моћи), највише рангиране државе су Катар (86.008 америчких долара), УАЕ (38.894 америчкa долара), Бахреин (34.662 америчкa долара) и Кипар (29.853 америчкa долара). Најслабија економија, мерено по приходу по становнику (према паритету куповне моћи) је Палестина са само 1.100 америчких долара. Незапосленост је енормно висока у већини држава Блиског истока, нарочито међу млађим особама старости од 15 до 29 година, демографски представљајући 30% укупног становништва регије. Укупна регионална стопа незапослености у 2005. години, према подацима Међународне организације рада, била је 13,2%.
Економска структура држава Блиског истока је доста различита у смислу да су неке државе зависе од извоза искључиво нафте и нафтних деривата (као што су Саудијска Арабија, УАЕ и Кувајт), док друге имају врло разнолику економску базу (попут Кипра, Израела, Турске и Египта). Индустрије блискоисточне регије укључују, између осталих, нафту и производе од нафте, пољопривреду, памук, сточарство, производњу текстила и производа од коже, медицинских инструмената, производњу војне опреме и друге. Банкарство је такође један од важних сектора ових економија, нарочито у УАЕ и Бахреину (исламско банкарство).
Уз изузетке Кипра, Турске, Египта, Либана и Израела, туризам је релативно неразвијена грана привреде у овим земљама, једним делом због друштвено конзервативне природе регије као и због честих политичких криза и нестабилности у многим деловима Блиског истока. Међутим, однедавно државе као што су Бахреин, Јордан а нарочито УАЕ почели су привлачити све већи број туриста због побољшања туристичке понуде и слабљења строге политике у вези туризма.

## Границе
Блиски исток дефинише културно подручје, па стога нема прецизне границе. Најуобичајенија и јако произвољна дефиниција укључује: Бахреин, Ципар, Египат, Турску, Иран (Персију), Ирак, Израел, Јордан, Кувајт, Либанон, Оман, Катар, Саудијску Арабију, Сирију, Уједињене Арапске Емирате, Јемен, Западну обалу и Појас Газе.
Иран се често сматра источном границом, а Авганистан и западна Пакистан се често убрајају због свог блиског односа (етнички и религијски) с већом групом иранских народа, као и историјских веза са Блиским истоком, укључујући делове разних царстава која су се простирала у регији. Значајна царства основали су међу осталима Персијанци и Арапи. Авганистан, Таџикистан и западни Пакистан (Белуџистан и северозападна гранична провинција) деле блиске културне, лингвистичке и историјске везе с Ираном и такође су део Иранске висоравни, док је ирански однос с арапским државама утемељен више на религији и географској близини. Курди, друга група иранског језичног огранка, највећа су етничка група на Блиском истоку без властите државе.
Иако се често смештају изван оквира Блиског истока, Северна Африка или Магреб немају јаке културне и лингвистичке везе с регијом, а историјске су делили многе догађаје који су обликовали медитеранску и блискоисточну регију. Те догађаје подстакнули су феничка колонија Картага, грчко-римска цивилизација, те муслиманско арапско-берберско и Османско царство. Магреб се понекад укључује, а понекад искључује из Блиског истока од медија и у неформалној употреби. Већина академика ипак наставља да идентификује северну Африку као географски део Африке, али уз блиску повезаност с југозападном Азијом у терминима политике, културе, религије, језика, историје и генетике. То се може упоредити с осталим сличним примерима попут Тасманије и Њуфаундленда који географски не припадају Европи, али деле много особина са северозападном и северном Европом. Мадагаскар је једнако тако у одређеном смислу ближи југоисточној Азији него југоисточној Африци.
Иако се често групишу у југозападну Азију на основи географске близине и континуитета, Кавказ, Кипар и Турска се генерално сматрају делом Европе у културном и политичком смислу због својих историјских и недавних политичких веза с том регијом. Јерменија и Кипар, на пример, иако се налазе географски врло близу Блиског истока, поседују два важна критерија који их повезују више с Европом него са Блиским истоком: њихов национални идентитет који комбинује индо-европску лингвистичку позадину и већину становништва која пристаје уз хришћанство. Ти чиниоци не одговарају карактеристикама средњоисточних земаља који имају само једну особину (индо-европски језици, на пример, доминирају Ираном и Авганистаном) или другу (Либан је једина земља која има хришћанску већину, иако и то остаје једнако спекулативно). Турска не поседује ниједну од тих европских особина, али има дубоку историјску (и према генетском истраживању ДНК) повезаност с Европом пошто је била седиште Византијског и Османског царства која су се простирала у Европи. Као потенцијална чланица Европске уније и дугогодишња чланица НАТО-а, Турска је прихватила секуларне особине које доминирају Европом, а одбацила је многе везе са Блиским истоком уз изузетак исламске религије. Грузија и Азербејџан су проживели корениту промену током власти Руског царства и Совјетског Савеза, а више се сматрају 'европским' него 'блискоисточним' земљама. Ове се две земље генерално виде као регионални блок кавкаске регије.
Средњоазијске земље из бившег совјетског блока такође показују у различитим ступњевима склоност и историјске везе са Блиским истоком, али ни на један униформисани начин. Док јужне државе Туркменистан, Узбекистан и Таџикистан приказују многе културне, историјске и социополитичке сличности са Блиским истоком, Казахстан и Киргистан су примери забаченијих и мешовитих култура. Због тога су ове државе виђене као евроазијске (на начине сличне с Кавказом), а њихова их је руска/совјетска прошлост оделила на различите начине од Блиског истока. Касније је уследио покрет за поновну успоставу веза с регијом (нпр. у Таџикистану је утемељен на етно-лингвистичким склоностима с Ираном и Авганистаном). Попут Кавказа и Турске, средња Азија има јаке секуларне и 'западњачке' склоности које су оставштина Совјетског Савеза. То би се могло преокренути с недавним променама према историјско-културној ренесанси и поновном избијању исламског идентитета који су деценијама потискивале совјетске власти.
Држава Израел такође представља јединствену фузију европских и блискоисточних одлика, а због географског континуитета с Левантом и већинским становништвом које је претежно блискоисточно (укључујући сефардичке Јевреје, Сабре, израелске Арапе, итд.) можда дели више сличности са својим суседима, него што је то одмах видљиво из медијске покривености.

## Религије
Ислам је доминантна религија на Блиском истоку. У неким државама Блиског истока постоје затегнути религиозни односи (Ирану, Израелу/Палестини, Либану, Саудијској Арабији и др.). На Кипру већину чине Грци православне вероисповести, у Грузији и Јерменији доминира православље, у Израелу 70% становништва исповеда јудаизам, а у Либану постоји значајан проценат хришћана.

## Политика и економија
Блиски исток је у својевремено био центар неких од истакнутих светских цивилизација, као што су Сумер, Вавилонија, Феникија, Стари Египат, античка цивилизација Старе Грчке и Старог Рима и Отоманска империја.
Данас овај регион карактеришу јаке политичке тензије, као што је проблем Палестина/Израел, проблем Курдистана, проблеми са снабдевањем воде као и сукоби око нафтних изворишта и њихове експлоатације. Исто тако постоји и одређени број мањих, још увек актуелних проблема, као што су грађански рат у Сирији и појава Исламске Државе, спорови око граница Сирије и Турске, Египта и Судана, Саудијске Арабије и Јемена, као и безбедност хришћана у Египту.
Државе Блиског истока су прошле кроз неколико деценија релативно ниског економског раста. Имовина је неравномерно подељена између држава, са Арапским Емиратима и Израелом као две државе које нуде највиши животни стандард. Неке државе су економски ојачале па је данас Египат држава са највећим економским растом.

## Сукоби
Регија је данас карактерисана јаким политичким напетостима попут питања Курдистана, израелско-палестинског сукоба, питања права на водне ресурсе, те бројних мањих, али једнако важних питања попут сиријске присутности у Либану, граничних спорова између Сирије и Турске, Египта и Судана, те Јемена и Саудијске Арабије. Такође су важна грађанска права религијских мањина у Ираку и Бахреину, те сигурност хришћана у Египту.

## Географија
Главни чланак: Географија Азије

## Регије Блиског истока
- Иранска висораван
- Анатолија - Турска
- Средоземно море - Кипар
- Арабија, видите Државе Персијског залива - Саудијска Арабија, Кувајт, Катар, У. А. Е., Оман, Јемен, Бахреин и Ирак
- Левант - Сирија, Израел, Јордан, Либанон, Западна обала и Појас Газе, египатско Синајско полуострво